# Contusió pulmonar
Una contusió pulmonar, en medicina, fa referència a la simptomatologia desencadenada per un traumatisme físic pulmonar. La contusió es presenta en forma de sagnat o hematomes a l teixit pulmonar. Aquesta lesió és freqüent després d'un traumatisme a la zona precordial.
Generalment, la contusió pulmonar és provocada per un traumatisme tancat però, també, pot desencadenar-se com a resultat d'una explosió o una ona de xoc associada al trauma penetrant.

## Epidemiologia
La majoria de les contusions pulmonars es presenten en pacients traumàtics o politraumàtics. En els nens és el traumatisme més freqüent. Pel que fa a la mortali se situa en un 10% i, la necessitat de Ventilació mecànicaentre un 40%-60%.

## Etiologia
Generalment, la contusió pulmonar es produeix a causa d'un traumatisme toràcic. Algunes situacions en les quals es pot desencadenar són: caigudes de grans altures, accident de trànsit, explosions, entre d'altres.
Aproximadament, el 70% dels casos de contusió pulmonar és per les col·lisions de vehicles de motor, amb més freqüència quan el pit colpeja l'interior del cotxe. A més a més, també influeixen les caigudes i les lesions esportives. La contusió pulmonar també pot ser desencadenada per les explosions, ja que, els òrgans més vulnerables a les explosions són aquells que contenen gas, com és el cas dels pulmons.

## Fisiopatologia
La contusió pulmonar es pot produir per tres efectes concrets, inèrcia, esclat, i implosió. El xoc provoca una lesió del parènquima pulmonar i un respectiu increment de la pressió vascular pulmonar localitzada al punt central de la lesió, és a dir, de l'impacte.
Generalment, la contusió es produeix al lloc de l'impacte. Tot i així, igual que una altra lesió en una altra part de l'organisme pot afectar zones properes, una contusió a la part anterior del pit pot afectar també a la part posterior o al lloc oposat de l'impacte. L'energia del xoc es reflecteix i s'irradia.

### Inèrcia
Aquest efecte es produeix quan el teixit tissular alveolar, de baixa densitat, s'altera i és estripat pel l'hil que és més dens.

### Esclat
El xoc del traumatisme provoca que l'aire emergeixi al torrent sanguini.

### Implosió
El xoc, a causa del traumatisme, provoca una ona d'expansió que provoca l'aparició de bombolles d'aire, això, provoca el traumatisme.

## Simptomatologia
La contusió pulmonar mostra un conjunt de signes i símptomes. Els més freqüents són: dolor al pit, taquipnea i Respiració superficial, dispnea, utilització de musculatura accessòria, esput hemàtic, entre d'altres.
Els signes i símptomes no es presenten ràpidament després de desenvolupar-se la contusió pulmonar, i gairebé la meitat dels casos són asimptomàtics en la presentació inicial. Entre les primeres 24-48 hores els signes i símptomes ja es fan evidents. En els casos greus, els símptomes poden ocórrer tan ràpid com tres o quatre hores després del trauma. L'hipoxèmia, que fa referència a la baixa concentració d'oxigen a la sang arterial, en general empitjora progressivament durant 24 a 48 hores després de la lesió. En general, la contusió pulmonar tendeix a empitjorar lentament durant els dies posteriors al traumatisme, però també pot presentar-se i evolucionar de forma més sobtada i ràpida.

## Diagnòstic

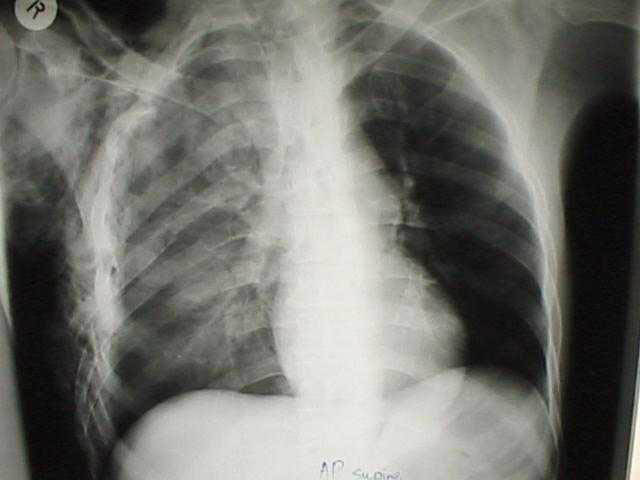
Radiografia de tòrax en la qual s'observa una contusió pulmonar. La Rx és la prova més utilitzada en el diagnòstic

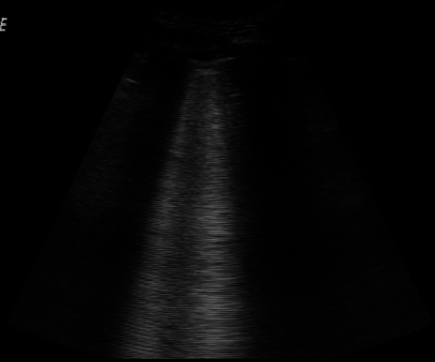
Ultrasons que mostren una contusió pulmonar.Mètode en actual estudi

El diagnòstic de la contusió pulmonar es fa mitjançant l'observació clínica, l'exploració clínica i les proves complementàries. En primer lloc, caldrà observar i analitzar els signes i símptomes que presenta la persona. Cal observar el patró respiratori, valorar el grau de dolor, la seva intensitat, localització i tipus i valorar si hi ha esput i com és aquest esput.
Pel que fa a les proves de laboratori cal fer una analítica de sang i una gasometria per valorar el nivell de gasos al torrent sanguini. Una contusió pulmonar pot disminuir els nivells d'oxigen en sang i, presentar, hipoxèmia.
Altres proves complementàries que val realitzar és la radiografia de tòrax,el TAC i ultrasons.

### Radiografia de tòrax
La radiografia és un dels mètodes més utilitzat per diagnosticar la contusió pulmonar però no és una prova tan sensible com el TAC. Tot i que la radiografia de tòrax és una part important del diagnòstic, sovint no és prou sensible per detectar la malaltia poc després de la lesió.
La contusió pulmonar no és visible a la primera radiografia de tòrax realitzada. Generalment, es pot tardar una mitjana de sis hores perquè les regions blanques característiques es facin visibles a la radiografia de tòrax i la contusió pot no ser evidents durant les primeres 48 hores.

### Tomografia Axial Computeritzada
Pel que fa al TAC, prova més fiable i sensible per diagnosticar la contusió pulmonar, permet també, identificar lesions abdominals o altres, desencadenades a conseqüència de l'impacte o traumatisme toràcic. En un estudi, la radiografia de tòrax detecta la contusió pulmonar al 16,3% de les persones amb traumatisme tancat greu, mentre que la TC els va detectar en el 31,2% de les mateixes persones.
El TAC també permet determinar la mida d'una contusió cosa que resulta útil en la determinació de si un pacient necessita ventilació mecànica. Les tomografies computeritzades també diferenciar les contusions i hematomes pulmonars, que pot ser difícil de distingir d'una altra manera.

### Ecografia pulmonar
Actualment, la utilització d'ultrasons pel diagnòstic de contusió pulmonar s'està estudiant i intentar verificar. El seu ús encara no està molt aquestes.

## Complicacions
La contusió pulmonar pot portar algunes complicacions. Per això, cal diagnosticar-la com més aviat millor i definir el tractament més adequat. Algunes de les complicacions són: laceració pulmonar, fractures costals, ruptura del diafragma, atelèctasi, pneumònia, fallada respiratòria, Síndrome de distrès respiratori (SDRA), entre d'altres. En casos extrems i severs es pot produir la mort de la persona si no es tracta a temps.